# 가이스카 가리타노
가이스카 가리타노 아기레(스페인어: Gaizka Garitano Aguirre, 1975년 7월 9일, 바스크 주 빌바오 ~)는 스페인의 축구 감독이자 전직 선수로, 현역 시절에 미드필더로 활약했다. 그는 현재 축구 감독으로 활동하고 있다.
11년 동안 현역 선수로 활약하면서, 그는 세군다 디비시온 315번의 경기에 출전해 37골을 넣었는데, 그가 대부분 머물렀던 구단은 빌바오와 에이바르였다. 라 리가에서 그는 레알 소시에다드 소속으로 2005-06 시즌과 2006-07 시즌에 활약했다.
2009년, 가리타노는 에이바르에서 감독일을 시작했는데, 2012년에 그가 맡은 구단의 1군 선수단 감독이 되었다. 그는 임기 처음 2년 동안 연속으로 승격에 성공했는데, 2013-14 시즌이 끝날 때 에이바르를 1부 리그에 올려놓았다.

## 선수 경력
가리타노는 바스크 주 빌바오 출신이다. 아틀레틱 빌바오를 졸업했지만, 그는 2군에서 더 이상 위로 승진하지 못했고, 그가 1군 선수로 출전한 유일한 경기는 1997-98 시즌, 삼프도리아와의 승리한 UEFA컵 경기로, 그는 막판에 교체로 출전했고, 하위 리그의 에이바르로 중간에 임대되기도 했다. 1999년 여름, 가리타노는 세군다 디비시온 B의 오우렌세로 이적했다. 그는 세군다 디비시온에 있는 에이바르에 두 번째로 합류해 정착하였고, 2004-05 시즌에는 선수단 주장을 맡아 리그 4위의 성적을 거두었는데, 최종전 전까지 산술적으로 사상 첫 라 리가 승격의 희망의 불씨를 유지해 나갔다.
가리타노는 이후 레알 소시에다드 소속으로 30세가 되어서 마침내 사상 첫 1부 리그 경기를 경험했는데, 첫 1부 리그 경기는 0-3으로 원정에서 패한 2005년 8월 27일의 바스크 더비 경기였다. 산 세바스티안에서 3년을 보내는 동안, 가리타노는 1군의 주축 선수였지만, 2006-07 시즌에 소속 구단이 강등되었고, 2008년에 이웃 알라베스로 이적하여 1년 뒤인 2009년 6월에 소속 구단의 3부 리그 강등 후에 34세의 나이로 현역에서 은퇴했다.

## 감독 경력
스페인의 2부 리그 경기에 300번 이상 출전하고 은퇴한 직후, 가리타노는 감독이 되었고, 알라베스와 함께 막 3부 리그로 강등되었던 에이바르의 수석 코치를 맡았다. 잠시 2군 감독을 맡은 가리타노는 2012-13 시즌을 앞두고 1군 감독으로 승진했고, 1년차에는 전년도 코파 델 레이 준우승을 거둔 아틀레틱 빌바오를 32강에서 꺾는 파란을 연출했고, 리그에서는 2부 리그 승격에 성공했다.
가리타노는 그 다음 시즌에도 승격에 성공했는데, 리그 선두를 차지해 에이바르의 사상 첫 1부 리그 승격에 성공했다. 2014년 6월, 그는 소속 구단과 계약을 연장했다.
2014-15 시즌, 에이바르는 전반기에 치른 19경기 동안 27점의 승점을 적립했지만, 후반기에 치른 나머지 19경기에서는 불과 8점의 승점을 얻는 데에 그쳐 최종전 경기에서 안방으로 찾아온 코르도바를 3-0으로 꺾었지만 강등을 막지 못했고, 나중에 엘체가 재정 문제로 강등되면서야 간신히 강등을 면했다. 이후 가리타노는 사표를 제출하였고, 에이바르 감독직을 더 이상 맡을 의사가 없음을 밝혔다.
2015년 7월 16일, 가리타노는 루비의 해임으로 공석이 된 바야돌리드의 감독이 되었다. 같은 해 10월 21일, 바야돌리드가 최하위로 처지면서, 그는 경질되었다.
2016년 6월 10일, 가리타노는 빅토르 산체스의 후임으로 데포르티보의 감독이 되었다. 그러나, 데포르티보가 강등권을 기어다니자 그는 이곳에서도 8달 만에 경질 통보를 받았다.
2017년 여름, 가리타노는 1군 감독으로 승진한 호세 앙헬 시간다의 바통을 이어받아 빌바오 아틀레틱의 감독이 되었다. 그는 2군 감독직을 2018년 12월 4일까지 맡았는데, 그는 시간다의 1년 임기 후에 취임했으나 더 짧은 기간 안에 경질된 에두아르도 베리소의 후임으로 1군 감독이 되었다.
2019년 4월 4일, 가리타노는 산 마메스 연고 구단과의 계약을 2020년 6월 30일까지로 연장하였다. 이듬해 6월 1일, 소속 구단의 2015년 이래 첫 코파 델 레이 결승 진출을 이룩하면서, 가리타노는 또다시 연장 계약서에 서명했다.

## 사생활
에이바르에서 현역 선수로 활약하던 시절, 가리타노는 스포츠 감독 연수를 시작하기 전해 언론학을 공부했다. 그는 앙헬 가리타노("온다루"의 별칭으로 알려짐)의 아들로, 앙헬은 마네의 수석 코치로 알라베스와 아틀레틱 빌바오 등에서 감독을 보좌했으며, 아틀레틱 빌바오와 사라고사에서 활약한 미드필더 안데르 가리타노가 그의 삼촌이다. 또한 아틀레틱 빌바오의 선수이자 감독으로 활약한 후안 우르키수가 그의 먼 친척이며, 가이스카의 모친 가문에도 아틀레틱 빌바오의 선수와 감독이었던 콜도 아기레가 있다.
가리타노는 선수로서 빌바오 아틀레틱과 에이바르에서 활약한 적이 있는 또다른 바스크인 감독 아시에르 가리타노와 아무런 관련이 없다.

## 감독 통계
2023년 6월 9일 기준
| 구단            | 국적   | 취임            | 해임             | 기록 | 기록 | 기록 | 기록 | 기록 | 기록 | 기록 | 기록  | 주     |
| 구단            | 국적   | 취임            | 해임             | 전   | 승   | 무   | 패   | 득   | 실   | 차   | 율 %  | 주     |
| --------------- | ------ | --------------- | ---------------- | ---- | ---- | ---- | ---- | ---- | ---- | ---- | ----- | ------ |
| 에이바르 B      | 스페인 | 2010년 5월 25일 | 2012년 6월 6일   | 76   | 21   | 22   | 33   | 67   | 95   | −28  | 27.63 | [ 27 ] |
| 에이바르        | 스페인 | 2012년 6월 6일  | 2015년 6월 9일   | 135  | 57   | 37   | 41   | 162  | 128  | +34  | 42.22 | [ 28 ] |
| 바야돌리드      | 스페인 | 2015년 7월 6일  | 2015년 10월 21일 | 10   | 2    | 3    | 5    | 10   | 15   | −5   | 20.00 | [ 29 ] |
| 데포르티보      | 스페인 | 2016년 6월 10일 | 2017년 2월 27일  | 27   | 5    | 9    | 13   | 32   | 44   | −12  | 18.52 | [ 30 ] |
| 빌바오 아틀레틱 | 스페인 | 2017년 6월 7일  | 2018년 12월 4일  | 55   | 28   | 14   | 13   | 99   | 46   | +53  | 50.91 | [ 31 ] |
| 아틀레틱 빌바오 | 스페인 | 2018년 12월 4일 | 2021년 1월 3일   | 89   | 37   | 23   | 29   | 107  | 88   | +19  | 41.57 | [ 32 ] |
| 에이바르        | 스페인 | 2021년 6월 7일  | 2023년 6월 9일   | 93   | 46   | 26   | 21   | 116  | 91   | +25  | 49.46 | [ 33 ] |
| 합계            | 합계   | 합계            | 합계             | 485  | 196  | 134  | 155  | 593  | 507  | +86  | 40.41 | —      |

## 수상

### 감독
에이바르
- 세군다 디비시온: 2013-14[34]